# دوسلدورف-هافن
دوسلدورف-هافن (به آلمانی: Hafen) یک منطقهٔ مسکونی در آلمان است که در District 3 واقع شده‌است. دوسلدورف-هافن ۳٫۸۵ کیلومتر مربع مساحت و ۲۱۲ نفر جمعیت دارد.